# اورن ئی. لانگ
اورن ئی. لانگ (به انگلیسی: Oren E. Long) سناتور سابق عضو حزب دموکرات ایالات متحده آمریکا بود. وی در سال ۱۹۵۹ تا ۱۹۶۳ میلادی سناتور ایالت هاوائی در سنای ایالات متحده آمریکا بود.